# نافورة توفان
نافورة توفان (بالتركية: Tophane Çeşmesi)‏ هي أطول نافورة في اسطنبول .بنيت على الطراز العثماني سنة 1732 في عهد السلطان محمود الأول، صممها المعماري محمد آغا.